# Jesza
Jesza (łac. Jessa, Yesza) lub Jasza (łac. Yassa, Jassa) – rzekomy bóg staropolski. Pierwszy raz został wymieniony w roku około 1405-1412 w kazaniach Łukasza z Wielkiego Koźmina, w których przestrzegano przed czczeniem Jeszego oraz innych bogów podczas wiosennych obrzędów i widowisk ludowych. Swoją popularność zawdzięcza przyrównaniu go przez Jana Długosza do rzymskiego Jowisza. Współcześni badacze w większości odrzucają autentyczność bóstwa.
Nazwy łacińskie należy odczytać jako polskie Jesza lub Jasza. W XV wieku polską spółgłoskę szczelinową szumiącą (sz) zapisywano jako ss.

## Źródła
Pierwszym źródłem wymieniającym nazwę Jesza są Kazania gnieźnieńskie, które zostały napisane przez Łukasza z Wielkiego Koźmina około 1405-1412 r., bez podawania jakiegokolwiek opisu:

Należałoby zwrócić uwagę na tych, którzy dzisiaj mówią rzeczy bezbożne w tańcach lub gdzie indziej na widowiskach, rozważają w sercu rzeczy nieczyste, wykrzykują i wymieniają imiona bożków, i zastanowić się, czy jest możliwe nawrócenie do Boga Ojca. Na pewno nie. Albowiem nie wolno dopuszczać do uszu swobodnie tych świąt, które niestety obchodzą wedle tego, co pozostało z obrządków przeklętych pogan, jakimi byli nasi przodkowie, chyba że dla ukarania, tak jak niegdyś podniósł się krzyk mieszkańców Sodomy i Gomory. Albowiem na tym święcie swobodnie stawały się nieprzyzwoite obnażenia i inne obrzydliwości, o których Apostoł powiada, że nie godzi się ich nawet nazywać z powodu Boga Ojca. Takich rzeczy jednak, dzięki temu, że przybyło kaznodziejów, zaprzestaje się, a w wielu miejscach już się zaprzestało […] Nie ma innego imienia pod niebem, w którym możemy zostać zbawieni. Albowiem nie zbawia się człowiek w imię Łado, Jassa, !Quia, Nija, tylko w imię Jezusa Chrystusa […] Nie Łada, nie Jassa, nie Nija, które są skądinąd imionami bożków tu w Polsce czczonych, jak zaświadczają niektóre kroniki samych Polaków…

Podobne przestrogi, również bez żadnego opisu, znajdują się także w: Statua provincialia breviter (1420-1422), Sermones per circulum anni Cunradi (1423), Postilla Husitae anonymi, a także w glosach Żywota św. Wojciecha.
Teonimy zawarte Kazaniach gnieźnieńskich zostały także powtórzone przez Jana Długosza, który dokonał interpretatio romana i porównał Jeszego do rzymskiego boga naczelnego Jowisza:

Jowisza zaś nazywali Lechici w swym języku Jeszą [łac. Jessa/Yesza], wierząc, że od niego jako najwyższego z bogów przypadały im wszystkie dobra doczesne i wydarzenia zarówno niepomyślne, jak i szczęśliwe. Jemu więc też większą aniżeli innym bóstwom cześć oddawali i częstszymi wielbili ofiarami.

Za Długoszem informacje o Jeszym powtarzali Maciej Miechowita, Marcin Kromer, Alessandro Guagnini, Maciej Stryjkowski, Marcin i Joachim Bielscy, i ksiądz Jakub Wujek.

## Historyczność
Pierwotnie historyczność Jeszego nie była podważana, pojawia się on w twórczości polskich romantyków, np. u Bronisława Trentowskiego. Sytuacja ta zmieniła się, gdy krytyki źródeł o Jeszym podjął się Aleksander Brückner. Wskazywał on, że słowo jesza w języku staro-cerkiewo-słowiańskim znaczyło ‘oby’, dodatkowo wysuwając hipotezę, że nie mogło ono jako, jego zdaniem, przypadkowo zasłyszane w pieśniach ludowych, stanowić imienia dawnego boga. Stanowisko to było wspierane przez takich badaczy jak Henryk Łowmiański czy Stanisław Urbańczyk.
Współcześni badacze często krytykują poglądy Brücknera dotyczące informacji podanych przez Długosza uważając je za hiperkrytyczne. Jednakże wielu badaczy, np. Aleksander Gieysztor, Andrzej Szyjewski, czy Wiaczesław Iwanow i Władimir Toporow , którzy uznają przynajmniej część mitologicznego przekazu Długosza za wartościowy, także odrzucają historyczność Jeszego, i uznają, że bóstwo to powstało wskutek błędnego zrozumienia refrenów pieśni ludowych lub słów, tak jak interpretował to Brückner , lub ignorują go w swoich pracach. Według Brücknera Długosz uznał Jesza za odpowiednika Jowisza z powodu podobieństwa fonetycznego.

### Geneza
Słowo jesza występuje w języku staro-cerkiewo-słowiańskim (ѥша, ⰵⱎⰰ, trl. ješa) jako partykuła życzeniowa ‘oby!, utinam’. Jako przykład podaje się fragment ze staro-cerkiewno-słowiańskiego przekładu Biblii ješa i nie sьbrali sьbora, który tłumaczy się jako „oby nie zgromadzili sobory”. Według językoznawców pierwotnie słowo jesza oznaczało ‘żeby był’ i było formą trzeciej osoby liczby pojedynczej w optatywie słowa *jesmь (‘jestem’) – łatwo więc pierwotne znaczenie ‘żeby był’ mogło przesunąć się w ‘oby!’. W związku z tym wśród badaczy istnieje konsensus, że słowo jesza pojawiające się w statutach kościelnych występuje w takim znaczeniu i omylnie zostało uznane za bóstwo. Jednakże słowniki etymologiczne podają, że słowo jesza poświadczone jest tylko w języku staro-cerkiewno-słowiańskim (oraz w jego rosyjskiej i serbskiej wersji), a żaden z badaczy nie wskazał, skąd to słowo znalazło się w polskich przyśpiewkach.
Inne wyjaśnienie proponuje Michał Łuczyński i wskazuje on na pracę Marii Malec Imiona chrześcijańskie w średniowiecznej Polsce. Według Malec przyrostek -sz tworzy 56 derywantów od imion chrześcijańskich, 15 razy z imieniem chrześcijańskim zakończonym na spółgłoskę i 40 razy z imieniem chrześcijańskim zakończonym na samogłoskę, i wskazuje ona na imiona Busz, Dasz, Desz, Dosz, Gasz, Niesz, Siesz i inne. Wymienia także imię Jasz – Jesz, jako dwa fonetyczne warianty jednego imienia: Jasz (łac. Georgium Jasch) jako imię małopolskie z 1228 r., oraz Jesz (łac. Iohannis Jesz) jako imię mazowieckie z 1429 r., oraz ich warianty: Jaszak, Jaszek, Jaszko, Jeszek, Jeszko, Jeszel. Oprócz tego poświadczony jest także hipokorystyk (zdrobnienie) z przyrostkiem -a: Jasza (łac. Apud Iaszkonem dictum Iasscha) z 1408 r. Imiona te są skrótem imienia Jan – imię Jesza należy więc uznać za jego pochodną.

## Interpretacje
Mimo mocnej krytyki materiału źródłowego wzmiankującego Jeszę, część badaczy przyjmowała lub przyjmuje jego historyczność i dokonywała interpretacji tego teonimu.
Według Włodzimierza Szafrańskiego Jesza mógł być bogiem ogólnosłowiańskim lub nawet indoeuropejskim. Uważał on, że imię boga – Jesza – cechuje wyraźny związek etymologiczny z innym bogiem indoeuropejskim – celtyckim Esusem , którego imię wywodzone jest, podobnie jak w przypadku nordyckich Assów (w staronordyjskim áss, óss oznaczał ‘bóg’), z tego samego indoeuropejskiego rdzenia *ansu- (‘pan, władca, bóg’). Z tego rdzenia wywodzi się również awestyjskie słowo ahura oznaczające ‘pana, lorda’, a które stało się potem przydomkiem Zaratusztriańskiego boga Ahura Mazdy jako ‘Pana Mądrości’, któremu poświęcony jest rytuał jasna, sanskryckie słowo ásura ‘boski, potężny’ czy hetyckie ḫaššuš ‘król’. W trójpodziale Georges’a Dumézila Esusa porównuje się do Jowisza oraz Odyna i przemawiać to ma za prawdziwością porównania Jeszego do Jowisza przez Długosza . W przypadku drugiej formy imienia bóstwa – Jasza – Szafrański uważał, iż dodatkowy wpływ na jej ukształtowanie wywrzeć mogło sarmackie/alańskie plemię Jasów w pewnym momencie przebywające na części terenu dzisiejszej Polski.
Według Leszka Kolankiewicza Jesza był polskim odpowiednikiem Dadźboga (lub Swaroga zakładając, że Dadźbóg jest lokalnym odpowiednikiem Swaroga) stwierdzając, że imiona obu bogów w istocie znaczą to samo. Wskazuje na inna partykułę życzeniową, bodaj, i przytacza XV-wieczne życzenie „Bogdaj mu zaległ usta wrzód” o czytelnej strukturze „daj Boże, dał Bóg, da Bóg”, a to nasuwa skojarzenia z Dadźbogiem, którego imię tłumaczy się na dwa sposoby: albo jako dać-bóg, czyli ‘Bóg-dawca’, albo jako dag-bóg, gdzie pierwszy człon pochodzi od praindoeuropejskiego rdzenia *dag oznaczającego ‘palić’, czyli ‘Bóg palący’. Jesza więc tak samo jak Dadźbóg byłby bogiem słońca i ognia, dawcą, bogiem karzącym i palącym. Stwierdza jednocześnie, że jako iż Łada zawsze jest wymieniana w źródłach na pierwszym miejscu, to ona (lub on) mogła być bogiem najważniejszym.

## Jesza w kulturze
Rękopis Bronisława Trentowskiego: Słowem Halu Jessa stworzył świat i wszystko, co na nim zaistniało. Dlatego Trygław usłyszawszy je, urwał sobie trzy głowy, a z płynącej z nich krwi powstały zastępy trzech kolejnych bóstw.